# 維也納新村
維也納新村（德語：Wiener Neudorf，發音：[ˈviːnɐ ˈnɔʏdɔʁf] ⓘ）是奥地利下奥地利州的一个市镇，总面积6.06平方千米，2019年1月1日总人口为9,433人。